# Língua hamer
Hamer ou Hamer-Banna (em Hamer: hámar aapó) é uma língua do Omótica Meridional, da família das línguas afro—asiáticas falada principalmente no sul da Etiópia pelo povos Hamer e Banna e por falantes da língua Karo (Etiópia).

## Fonologia

### Consoantes
Hamer possui seis locais de articulação para consoantes e onze maneiras de articulação, embora o sistema não seja inteiramente ortogonal.
|                     | Bilabial | Alveolar | Palatal | Velar | Uvular | Glotal |
| ------------------- | -------- | -------- | ------- | ----- | ------ | ------ |
| Oclusiva Pulmônica  | p b      | t d      |         | k g   | q      | ʔ      |
| Oclusiva Ingressiva | ɓ        | ɗ        |         | ɠ     |        |        |
| Ejetiva             |          | tʼ       | ʧʼ      |       |        |        |
| Fricativa           |          | z s      | ʃ       | x     |        | h      |
| Africada            |          | ʦ        | ʧ ʤ     |       |        |        |
| Nasal               | m        | n        | ɲ       |       |        |        |
| Vibrante            |          | ɾ        |         |       |        |        |
| Lateral             |          | l        |         |       |        |        |
| Semivgal            | w        |          | j       |       |        |        |

/ p / pode opcionalmente ser percebido como [ɸ] em qualquer posição, exceto como / pp / e / mp /, caso em que é sempre percebido como [p]. Several phonemes have special intervocalic or prevocalic realizations:
/VbV/: [β]

/Vka/: [x]

/#qa/: [qʼ]

/#qo, #qu/: [ʔ]

/VɓV/: [b], [β]

/VɗV/: [d], [ʔ]

/#tʼa, #tʼi/: [ʦʼ]

/VʧʼV/: [ʧ]
/ n / assimila a velar seguinte (ou seja, como [ŋ]).
A extensão da consoante não inicial é distintiva O / ɾ / longo é percebido como um vibrante / r /.

### Vogais
Existem cinco vogais básicas
| i |   |   |   | u |
|   | e |   | o |   |
|   |   | a |   |   |

As vogais são subdivididas em duas categorias principais (com uma terceira sendo um fenômeno superficial de "trema"). As vogais da categoria I são mais curtas, faringealizadas e a raiz da língua é retraída. As vogais da categoria II são mais longas, glotalizadas e com raiz da língua mais avançada.
A harmonia das vogais existe em que toda palavra raiz e todo sufixo pertencem à categoria I ou II. Quando a categoria de uma raiz e seu sufixo não concordam, ocorre uma espécie de trema (umlaut) que mantém seu lugar básico de articulação e é pronunciada entre as correspondentes vogais de categoria I e II, isto é, de extensão média e não marcada para faringealização, glotalização ou posição da raiz da língua. Geralmente, as vogais do sufixo sofrem triagem, mas há um conjunto de sufixos "fortes" que mantêm sua categoria e fazem com que as vogais da raiz sejam submetidas a triagem.
Existe uma sexta vogal não fonêmica, / ə /, que aparece na fala epêntica para "romper" grupos consonantais inválidos. Não há necessidade de considerar isso um fonema, e não há uma razão definitiva para exigir um grafema, pois ocorre inteira e previsivelmente como parte do que é essencialmente um processo alofônico.

### Sílabas e palavras
A estrutura da sílaba é simplesmente (C) V (C), embora as consoantes finais da sílaba sejam raras. grupos de pelo menos três vogais foram documentadas. Sequências de mais de duas consoantes não estão documentadas. Há um grande número de regras (principalmente muito simples) que governam a metátese e a epêntese quando grupos de consoantes aparecem. Em resumo, existem três tipos desses grupos (clusters): "válido", "especial" e "inválido". Clusters válidos não sofrem alteração entre suas formas subjacente e de superfície. Grupos especiais passam por algum tipo de transformação (geralmente metatética) em suas formas de superfície. Clusters inválidos inserem um ə / não fonêmico entre as duas consoantes para criar suas formas de superfície.

## Ortografia
Não existe um sistema oficial de escrita para Hamer, embora vários esquemas de romanização tenham sido propostos, juntamente com uma ortografia Língua ge'ez Ge'ez. Até o momento, não há movimento para o reconhecimento oficial de nenhum desses sistemas.

### Lydall
Esta é a romanização usada por Jean Lydall. Talvez seja um padrão "de fato", simplesmente por ser aquele em que a maioria do corpus existente é apresentada.

#### Consoantes
|                     | Bilabial | Alveolar | Palatal | Velar | Uvular | Glotal |
| ------------------- | -------- | -------- | ------- | ----- | ------ | ------ |
| Oclusiva Pulmônicas | b p      | d t      | j c     | g k   |        | '      |
| Oclusiva Ejetiva    |          |          |         |       | q'     |        |
| Oclusiva Ingressiva | B        | D        |         | G     |        |        |
| Fricativa           | f        | z s      | š       | x     |        | h      |
| Africada            |          | ts       |         |       |        |        |
| Nasal               | m        | n        | ɲ       | ŋ     |        |        |
| Vibrante            |          | r        |         |       |        |        |
| Lateral             |          | l        |         |       |        |        |
| Semivogais          | w        |          | y       |       |        |        |

#### Vogais categoria I
| ɪ |   |   |   | ʊ |
|   | ɛ |   | ɔ |   |
|   |   | ʌ |   |   |

#### Vogais categoria II
| i |   |   |   | u |
|   | e |   | o |   |
|   |   | a |   |   |

#### Vogais umlaut
As vogais que foram objeto de Umlaut são escritas usando a letra do som original, combinada com um sublinhado.
Nenhuma marcação de tonicidade ocorre.

### Ortografia Gə'əz
As letras são fornecidas abaixo com seus nomes tradicionais Amáricos. Linhas marcadas em vermelho escuro têm significados especiais que não podem ser totalmente explicados na tabela: a linha fÄlf é usada para vogais da Categoria II sem uma consoante anterior, enquanto a linha ynÄyn é usada para vogais da Categoria I sem uma consoante anterior.
|       |    | ä [ə] | u | i | a | e | ə [ɨ] | o | wa | yä [jə] |
| ----- | -- | ----- | - | - | - | - | ----- | - | -- | ------- |
| Hoy   | h  | ሀ     | ሁ | ሂ | ሃ | ሄ | ህ     | ሆ |    |         |
| Läwe  | l  | ለ     | ሉ | ሊ | ላ | ሌ | ል     | ሎ | ሏ  |         |
| Ḥäwt  | x  | ሐ     | ሑ | ሒ | ሓ | ሔ | ሕ     | ሖ | ሗ  |         |
| May   | m  | መ     | ሙ | ሚ | ማ | ሜ | ም     | ሞ | ሟ  | ፙ       |
| Śäwt  | ʃ  | ሠ     | ሡ | ሢ | ሣ | ሤ | ሥ     | ሦ | ሧ  |         |
| Rəʾs  | ɾ  | ረ     | ሩ | ሪ | ራ | ሬ | ር     | ሮ | ሯ  | ፘ       |
| Sat   | s  | ሰ     | ሱ | ሲ | ሳ | ሴ | ስ     | ሶ | ሷ  |         |
| Ḳaf   | q' | ቀ     | ቁ | ቂ | ቃ | ቄ | ቅ     | ቆ | ቋ  |         |
| Bet   | b  | በ     | ቡ | ቢ | ባ | ቤ | ብ     | ቦ | ቧ  |         |
|       | ɓ  | በ፟     | ቡ፟ | ቢ፟ | ባ፟ | ቤ፟ | ብ፟     | ቦ፟ | ቧ፟  |         |
| Täwe  | t  | ተ     | ቱ | ቲ | ታ | ቴ | ት     | ቶ | ቷ  |         |
|       | c  | ቸ     | ቹ | ቺ | ቻ | ቼ | ች     | ቾ | ቿ  |         |
| Nähas | n  | ነ     | ኑ | ኒ | ና | ኔ | ን     | ኖ | ኗ  |         |
| ʾÄlf  | ʾ  | አ     | ኡ | ኢ | ኣ | ኤ | እ     | ኦ | ኧ  |         |
| Kaf   | k  | ከ     | ኩ | ኪ | ካ | ኬ | ክ     | ኮ | ኳ  |         |
| Wäwe  | w  | ወ     | ዉ | ዊ | ዋ | ዌ | ው     | ዎ |    |         |
| ʿÄyn  | ʿ  | ዐ     | ዑ | ዒ | ዓ | ዔ | ዕ     | ዖ |    |         |
| Zäy   | z  | ዘ     | ዙ | ዚ | ዛ | ዜ | ዝ     | ዞ | ዟ  |         |
| Yämän | y  | የ     | ዩ | ዪ | ያ | ዬ | ይ     | ዮ |    |         |
| Dänt  | d  | ደ     | ዱ | ዲ | ዳ | ዴ | ድ     | ዶ | ዷ  |         |
|       | ɟ  | ጀ     | ጁ | ጂ | ጃ | ጄ | ጅ     | ጆ | ጇ  |         |
|       | ɗ  | ደ፟     | ዱ፟ | ዲ፟ | ዳ፟ | ዴ፟ | ድ፟     | ዶ፟ | ዷ፟  |         |
| Gäml  | g  | ገ     | ጉ | ጊ | ጋ | ጌ | ግ     | ጎ | ጓ  |         |
|       | ɠ  | ገ፟     | ጉ፟ | ጊ፟ | ጋ፟ | ጌ፟ | ግ፟     | ጎ፟ | ጓ፟  |         |
| Ṣädäy | t͡s | ጸ     | ጹ | ጺ | ጻ | ጼ | ጽ     | ጾ | ጿ  |         |
| Äf    | f  | ፈ     | ፉ | ፊ | ፋ | ፌ | ፍ     | ፎ | ፏ  | ፚ       |
| Psa   | p  | ፐ     | ፑ | ፒ | ፓ | ፔ | ፕ     | ፖ | ፗ  |         |

## Morfologia

### Substantivo
Os substantivos não têm gênero ou número inerente, mas podem ser flexionados masculino, feminino e plural, todos os três contrastantes (ou seja, um substantivo não pode ser flexionado tanto para o gênero quanto para a pluralidade). Embora essas inflexões não sejam obrigatórias, elas provocam concordância em adjetivos e verbos. Os marcadores de inflexão são:
| Masculino | Feminino   | Plural |
| --------- | ---------- | ------ |
| -â, -tâ   | -no, -tóno | -na    |

Os formulários iniciados com "t" só podem ser anexados diretamente à raiz e geralmente são usados com substantivos animados. As outras formas podem estar ligadas à raiz ou ao corpo principal.
Para substantivos inanimados, a masculinidade marcada é geralmente diminuta, enquanto a feminilidade marcada é aumentativa. Por exemplo, uma panela de barro é dáa. Daatâ (masculino) significa uma pequena panela de barro, enquanto dáano (feminino) é uma grande panela de barro. Entre linguísticas, o uso do masculino como diminutivo é incomum, assim como a inflexão de gênero livre.

## Amostra de texto
Pai Nosso
Tanu Papa, ehuatirami cate yuri timcui. Ene scira tenera muchamura. Ene nuamai ritama teneruri tanu in. Ene putari tenera yahuckemura maeramania ehuetemai ritama cate, maerai veranu aikiara tuyuca ritama cate veranu. Tanu eocmai neyume icume tanu supe. Tenepatatanu tanu eraecmamaicana maeramania tanu tenepeta tanu sahuayaracana. Ename beuscgaru tanu ucucui maca eraecmamai. Ayaisimarae sui nimunuy epetatanu.

## Notes
1. ↑  Petrollino, Sara (2016). A grammar of Hamar: a South Omotic Language of Ethiopia. Leiden: Universiteit Leiden. p. 11
2. ↑  Petrollino, Sara (2016). A grammar of Hamar: a South Omotic Language of Ethiopia. Leiden: Universiteit Leiden. pp. 10–22
3. ↑  Petrollino, Sara (2016). A grammar of Hamar: a South Omotic Language of Ethiopia. Leiden: Universiteit Leiden. pp. 72–73
4. ↑  Petrollino, Sara (2016). A grammar of Hamar: a South Omotic Language of Ethiopia. Leiden: Universiteit Leiden. p. 78
5. ↑  http://www.language-museum.com/encyclopedia/h/hamer-banna.php